# Хімічний комплекс Секунда

На знімку видно труби комплексу та градирні ТЕС Сасол 2 і Сасол 3

Хімічний комплекс Секунда — підприємство енергетичної та хімічної галузі Південно-Африканської Республіки, яке діє в провінції Мпумаланга. Споруджене для використання місцевого вугілля, проте у 20 столітті також почало споживати як сировину природний газ.

## Історія та основні характеристики
З 1950-х років у тій же провінції Мпумаланга на південь від Йоганнесбургу діяв вуглехімічний комплекс Сасолбург. Зростання попиту на різноманітні види палива, добрива ті інші хімічні продукти привело компанію Sasol до рішення спорудити другу виробничу базу на схід від Йоганнесбургу. Обрана для неї назва так і походить від латинського слова «другий» (secundus), а сам комплекс дав життя новому місту Секунда.
Об'єкт складається із двох однотипних заводів — спорудженого у 1976—1980 роках Sasol 2 (пізніше отримав назву Gasification West) та зведеного з 1979-го по 1982-й Sasol 3 (тепер Gasification East). Кожен з них обладнаний 40 установками, де протікає процес газифікації вугілля, що надає необхідний напівфабрикат для процесу Фішера — Тропша. Надалі синтез-газ надходив до 16 реакторів, які починаючи з другої половини 1990-х замінили на вісім нової моделі Sasol Advanced Synthol Reactor. Це довело потужність комплексу до 150 тисяч барелів на добу (майже 7,5 млн тонн на рік) суміші вуглеводнів С1-С20.
Для забезпечення комплексу електроенергією створили електростанцію із двох однотипних черг (ТЕС Сасол 2-3), яка має доволі значну потужність у 600 МВт. В 2010-х роках її потужність довели до 800 МВт, втім, на той час потреба комплексу вже досягала 1300 МВт.
Також можна відзначити, що виробничий процес комплексу супроводжується появою великої кількості діоксиду вуглецю — до трьох тонн на одну тонну продукції.

## Сировина
Установки газифікації комплексу споживають приблизно 100 тисяч тонн вугілля на добу. Всього ж розташовані в Секунді чотири вугільні шахти та один кар'єр виробляють майже 45 млн тонн вугілля на рік.
У 2004 році через газопровід Темане – Секунда почали подачу природного газу з розташованих у сусідньому Мозамбіку родовищ Темане та Панде. Це зокрема дозволило використовувати його як сировину у виробничому процесі комплексу (хоча основною сировиною залишалось вугілля — на відміну від першого комплексу в Сасолбурзі, де через вичерпання запасів копальні тоді перейшли на технологію gas-to-liquid замість coal-to-liquid).

## Продукція
Окрім синтетичного рідкого пального комплекс випускає інші численні продукти. Так, першою його продукцією став аміак, необхідний для виробництва мінеральних добрив.

### Виробництво штучного газу
Одним з традиційних продуктів Секунди є штучне газоподібне паливо, так званий «багатий на метан газ» (methane rich gas). Він містить від 82 до 94 % метану, інші горючі гази (до 3 % водню, до 4 % монооксиду вуглецю, до 2 % етану та етилену), а також азот та аргон (до 16 %). Теплотворна здатність такого палива складає від 33,5 до 37,9 МДж/м3.
На початку 2000-х років комплекс виробляв еквівалент 430 млн м3 природного газу (при теплотворній здатності останнього 33,5 МДж). Для його постачання споживачам використовували цілий ряд газопроводів, що вели на північ (Секунда – Мідделбург), північний захід (Секунда — Росслін) та південь (Секунда – Дурбан).
Після того як в 2004 році до Секунди подали мозамбіцький природний газ, він зокрема став витісняти штучне паливо у газопостачальних мережах. Втім, станом на 2014 рік по північному та південному маршрутах здійснювались поставки саме продукції вуглехімічного комплексу.

### Виробництво олефінів
Першим олефіном, який став випускатись в Секунді, став етилен. Невдовзі після запуску комплексу його стали подавати по етиленопроводу Секунда — Сасолбург на перший комплекс компанії Sasol, де відбувалась полімеризація та випуск товарного поліетилену. Станом на 2004 рік потужність розташованої в Секунді крекінг-установки складала біля 200 тисяч тонн етилену на рік, а у 2015-му комплекс міг випускати вже 475 тисяч тонн. Основною сировиною для крекінг-установки при цьому слугував етан, проте типова робоча суміш включала також 5 % пропану та 20 % газового бензину (naphta).
В 1989—1990 роках запустили установку вилучення пропілену та потужності з його полімеризації в обсязі 120 тисяч тонн на рік.
Наступними олефінами, випуск яких освоїли в Секунді, стали 1-пентен та 1-гексен, призначені для використання як ко-полімери. Їх могла випускати одна й та ж установка, котра вилучала зазначені альфа-олефіни з продуктів реакції Фішера — Тропша. На момент введення в експлуатацію у 1994 році потужність установки складала 100 тисяч тонн на рік, невдовзі цей показник збільшили до 140 тисяч тонн, а в 2000-му запустили ще одну лінію потужністю 80 тисяч тонн на рік. При цьому вони випускали майже виключно гексен, основна частина якого постачалась до Північної Америки. Пентен не знайшов свого попиту, зокрема тому, що потенційні споживачі не хотіли модернізовувати свої технологічні процеси в умовах, коли Sasol по суті був єдиним світовим виробником цього продукту. Втім, сама південноафриканська компанія використовувала певну кількість пентену як кополімер у своєму виробництві поліпропілену.
Нарешті, на замовлення хімічного гіганту Dow Chemical розробили технологію та у 1999 році запустили установку з виробництва 50 тисяч тонн 1-октен на рік, який отримують шляхом конверсії 1-гептена. Станом на 2007 рік потужність майданчика по цьому продукту рахувалась вже як 100 тисяч тонн на рік.

### Інші виробництва
В 1984-му створили виробництво пористого нітрату амонію та емульсивної вибухівки.
У 1996-му ввели в експлуатацію завод, що випускав 45 тисяч тонн на рік н-пропанолу.
У 1999 році став до ладу завод з випуску 85 тисяч тонн етанолу високої чистоти.
На початку 2001-го комплекс у Секунді освоїв виробництво етилацетату.